# Пеньево (Псковская область)
Пеньево — деревня в Печорском районе Псковской области России. Входит в состав Лавровской волости.

## География
Деревня находится в западной части Псковской области, в зоне хвойно-широколиственных лесов, при автодороге 58К-326, на расстоянии примерно 16 километров (по прямой) к юго-западу от города Печоры, административного центра района.

### Климат
Климат характеризуется как умеренно континентальный, влажный. Средняя многолетняя температура самого холодного месяца (января) составляет −7,5 °С (абсолютный минимум — −41 °C), средняя температура самого тёплого (июля) — 18,7°С (абсолютный максимум — 36 °С). Безморозный период длится от 109 до 194 дней. Среднегодовое количество осадков — 611 мм, из которых 424 мм выпадает в тёплый период.

### Часовой пояс
Деревня Пеньево, как и вся Псковская область, находится в часовой зоне МСК (московское время). Смещение применяемого времени относительно UTC составляет +3:00.

## Население
| 2001 | 2002 | 2010 |
| ---- | ---- | ---- |
| 6    | ↘5   | ↘2   |

Согласно результатам переписи 2002 года, в национальной структуре населения русские составляли 100 %.